# 60 誤判対策室
『60 誤判対策室』（ロクジュウ ごはんたいさくしつ）は、石川智健の小説である。
講談社の『小説現代』2015年6月号から8月号まで「ロクジュウ」のタイトルで掲載され、2015年10月29日に『60 tとfの境界線』（ロクジュウ トゥルーとフォルスのきょうかいせん）に改題して単行本が発売された。さらに文庫化にあたり、加筆・修正の上『60 誤判対策室』に改題し、2018年3月15日に講談社文庫版が発売された。
2018年5月6日から6月3日まで、WOWOWでテレビドラマ化され放送された。

## 概要
国策により設立された「誤判対策室」に配属されたベテラン刑事、若手弁護士、そして女性検察官が、3人を殺害した容疑で逮捕され、裁判員裁判で死刑が確定した男性が行ったとされる殺人事件を冤罪が疑われるとして再調査を行い、死刑が執行される直前まで死刑囚の無実を粘り強く証明する闘いを描いた司法ミステリーである。
石川智健はインタビューで、「勤務する会社の法務部にいる親しい弁護士から話を聞き、さらに裁判や死刑制度を調べていくうちに衝撃を受けて、"冤罪"をテーマにした法廷ものを書こうと思った」と執筆理由を語っている。

## あらすじ
ベテラン刑事の有馬英治、若手弁護士の世良章一、女性検察官の春名美鈴の3名は、国策で設置された「誤判対策室」に配属された。誤判対策室の任務は、裁判員裁判において死刑が確定した人物の無実の訴えを受けて再調査し、冤罪の可能性を探る調査を行うことである。
誤判対策室に配属されてから半年が経ったある日、有馬は行きつけの小料理屋の女将である中倉綾子から不穏な話を聞く。最近、店を訪れた酔った二人組の男性客の一方が、3人もの人間を殺したことを仄めかし、その事件で無実の人間が逮捕され死刑囚となったので自分は捕まらない、と語っていたというのである。有馬は該当する殺人事件を洗い出し、2011年に起きた母子殺人事件に行き着く。逮捕された古内博文は、空き巣に入った家で女性とその子ども2人を殺害し家に火をつけたとして、既に裁判員裁判において死刑が確定していた。
誤判対策室は早速調査を開始。小料理屋を訪れていた連れの男が、判子の押し売り詐欺を働くも未だ逮捕されていない大窪日出喜ではないかということを突き止める。調べていくうちに、死刑囚・古内の娘である矢野琴乃が大窪の詐欺に加担し、しかも琴乃の夫である矢野高虎が小料理屋で殺人を仄めかした男である可能性まで出てくる。
有馬たちは当時殺人事件を捜査していた警察の実況見分調書、司法解剖を担当した鑑定医の鑑定書、検察が裁判所に提出した証拠資料を洗い直す。しかし、近く古内の死刑が執行されるという情報を入手する。古内への死刑執行を阻止すべく、誤判対策室は懸命の調査を続ける。

## 登場人物
有馬英治（ありま えいじ）
60歳。警視庁の命令で、警視庁捜査一課から誤判対策室に出向した刑事。来年の3月で定年を迎える。誤判対策室ではやる気なく仕事をしていたが、綾子からの相談をきっかけに職務に励むようになる。
世良章一（せら しょういち）
30歳。誤判対策室に所属するBF総合法律事務所の弁護士。刑事という職業に憧れを抱いており、有馬に対しても好意的に接する。絵がうまい。
春名美鈴（はるな みすず）
32歳。検察庁の命令で、誤判対策室に配属された東京地検の女性検察官。気が強く、まっすぐな性格。有馬とは意見が衝突することが多い。
古内博文（ふるうち ひろふみ）
56歳。死刑囚。2011年に起きた母子殺人事件において死刑が確定している。罪を全面的に認めている。
西島慎太郎（にしじま しんたろう）
検察官。春名の東京地検の上司に当たる。2011年に古内の事件を起訴し、死刑判決を勝ち取る。
矢野高虎（やの たかとら）
夫婦でリサイクルショップを運営している。有馬行きつけの小料理屋で殺人を仄めかす発言をした男に似ている。
矢野琴乃（やの ことの）
矢野高虎の妻であり、死刑囚・古内の娘。右眼を失明している。
中倉綾子（なかくら あやこ）
有馬がよく行く小料理屋『夕月』の女将。店に来た男が殺人を仄めかしていたことを有馬に相談する。
山岡周二（やまおか しゅうじ）
東名新聞社の記者。有馬とは長年の付き合いがある。
税所昭（さいしょ あきら）
千葉中央大学医学部の教授。千葉県警の管轄の解剖医。
梶永（かじなが）
養心寺の住職。死刑囚・古内の教誨師。

## テレビドラマ
2018年5月6日から6月3日まで毎週日曜 22時 - 23時にWOWOWプライムの「連続ドラマW」で放送された。全5話。主演は舘ひろし。

### キャスト
- 有馬英治 - 舘ひろし
- 世良章一 - 古川雄輝[5]
- 春名美鈴 - 星野真里[5]
- 西島慎太郎 - 村上淳[6]
- 矢野高虎 - 赤堀雅秋[6]
- 矢野琴乃 - ハマカワフミエ[6]
- マミ - 酒井若菜[7]
- 中倉徹 - 竹原ピストル[6]
- 世良光蔵 - 若松武史[7]
- 梶永多恵 - 内田尋子
- 梶永 - 小林勝也[7]
- 古内博文 - 康すおん[6]
- 古畑勝茂 - 利重剛

### スタッフ
- 原作 - 石川智健 『60 誤判対策室』（講談社文庫刊）
- 監督 - 熊切和嘉
- 脚本 - 高田亮
- 音楽 - 渡邊琢磨
- 製作 - WOWOW、オフィス・シロウズ

### 放送日程
| 各話   | 放送日  |
| ------ | ------- |
| 第一話 | 5月06日 |
| 第二話 | 5月13日 |
| 第三話 | 5月20日 |
| 第四話 | 5月27日 |
| 最終話 | 6月03日 |

| WOWOW 連続ドラマW 日曜オリジナルドラマ         | WOWOW 連続ドラマW 日曜オリジナルドラマ  | WOWOW 連続ドラマW 日曜オリジナルドラマ                        |
| 前番組                                         | 番組名                                  | 次番組                                                        |
| ---------------------------------------------- | --------------------------------------- | ------------------------------------------------------------- |
| イノセント・デイズ （2018年3月18日 - 4月22日） | 60 誤判対策室 （2018年5月6日 - 6月3日） | 不発弾 〜ブラックマネーを操る男〜 （2018年6月10日 - 7月15日） |

## オーディオブック
2019年11月8日よりAudibleで配信された。ナレーターは後藤敦。